# ルーネル・ヨンソン
ルーネル・ヨンソン（Runer Jonsson, 1916年6月29日 - 2006年10月29日）は、スウェーデン・ニーブロ（en:Nybro）生まれの児童文学作家、ファンタジー作家。

## 著作リスト

### バイキングのビッケ

#### 翻訳
学習研究社より「少年少女・新しい世界の文学」シリーズの1巻として刊行された他、評論社より「児童図書館・文学の部屋」シリーズとして6冊刊行された。また、アニメ放送に合わせて、朝日ソノラマより2巻シリーズとして発行された。
- 『小さなバイキング』大塚勇三訳、学習研究社〈少年少女・新しい世界の文学 1〉、1967年7月。ISBN 4-05-003676-2。
- 『小さなバイキング ビッケ』 1巻-2巻、丹野雄之文、ズイヨー映像絵、朝日ソノラマ、1974年。
- 『小さなバイキング ビッケ』 1巻、エーヴェット・カールソン絵、石渡利康訳、評論社〈評論社の児童図書館・文学の部屋〉、2011年9月。ISBN 978-4-566-01379-7。
  - 原題:Vicke Viking
- 『ビッケと赤目のバイキング』石渡利康訳、評論社〈児童図書館・文学の部屋・バイキングのビッケシリーズ 1〉、1974年。ISBN 4-566-01040-6。
  - 『ビッケと赤目のバイキング』 2巻、エーヴェット・カールソン絵、石渡利康訳、評論社〈評論社の児童図書館・文学の部屋〉、2011年9月。ISBN 978-4-566-01380-3。
  - 原題:Vicke Viking lurar de rödögda
- 『ビッケと空とぶバイキング船』エーヴェット・カールソン絵、石渡利康訳、評論社〈児童図書館・文学の部屋・バイキングのビッケシリーズ 2〉、1974年。ISBN 4-566-01041-4。
  - 『ビッケと空とぶバイキング船』 3巻、エーヴェット・カールソン絵、石渡利康訳、評論社〈評論社の児童図書館・文学の部屋〉、2011年11月。ISBN 978-4-566-01381-0。
  - 原題:Vicke Viking Hederskung
- 『ビッケと弓矢の贈りもの』エーヴェット・カールソン絵、石渡利康訳、評論社〈児童図書館・文学の部屋・バイキングのビッケシリーズ 3〉、1974年。ISBN 4-566-01042-2。
  - 『ビッケと弓矢の贈りもの』 4巻、エーヴェット・カールソン絵、石渡利康訳、評論社〈評論社の児童図書館・文学の部屋〉、2011年12月。ISBN 978-4-566-01382-7。
  - 原題:Vicke Viking i Vinland
- 『ビッケと木馬の大戦車』エーヴェット・カールソン絵、石渡利康訳、評論社〈児童図書館・文学の部屋・バイキングのビッケシリーズ 4〉、1974年。ISBN 4-566-01043-0。
  - 『ビッケと木馬の大戦車』 5巻、エーヴェット・カールソン絵、石渡利康訳、評論社〈評論社の児童図書館・文学の部屋〉、2012年2月。ISBN 978-4-566-01383-4。
  - 原題:Vicke Viking och burduserna
- 『ビッケのとっておき大作戦』 6巻、エーヴェット・カールソン絵、石渡利康訳、評論社〈評論社の児童図書館・文学の部屋〉、2012年3月。ISBN 978-4-566-01384-1。 - ビッケの冒険物語の最終巻。第6作は初の邦訳であり、原書は1975年刊行のため、37年ぶりの完結編となる。
  - 原題:Vicke Viking störtar tyrannerna

#### 未訳
- 『ビッケと青い騎士たち』[疑問点 – ノート]
- 『ビッケと大きなたこ』[疑問点 – ノート]
- Vicke tar över (1994)